# Mercedes-AMG One

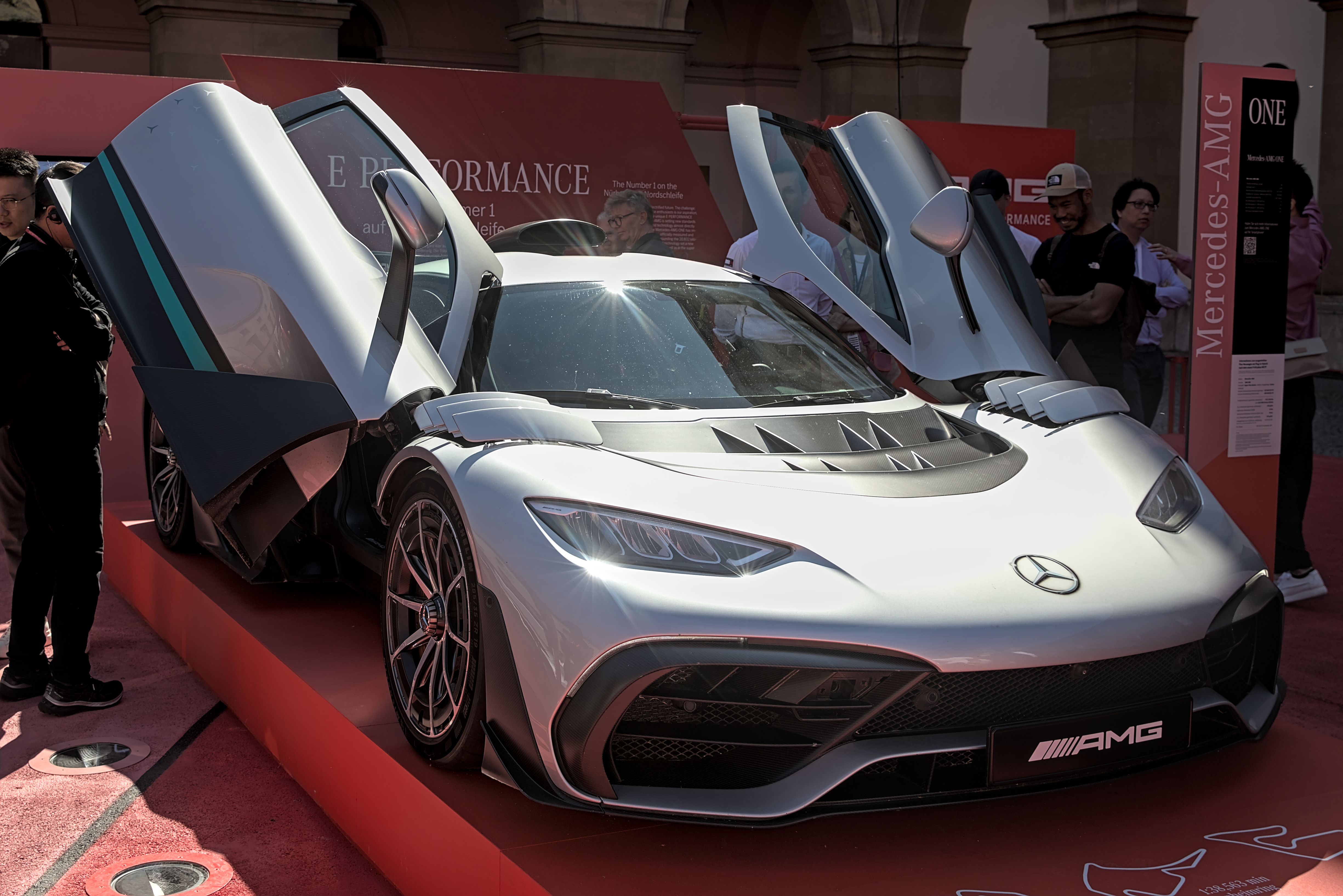
Schmetterlingstüren des One, IAA 2023

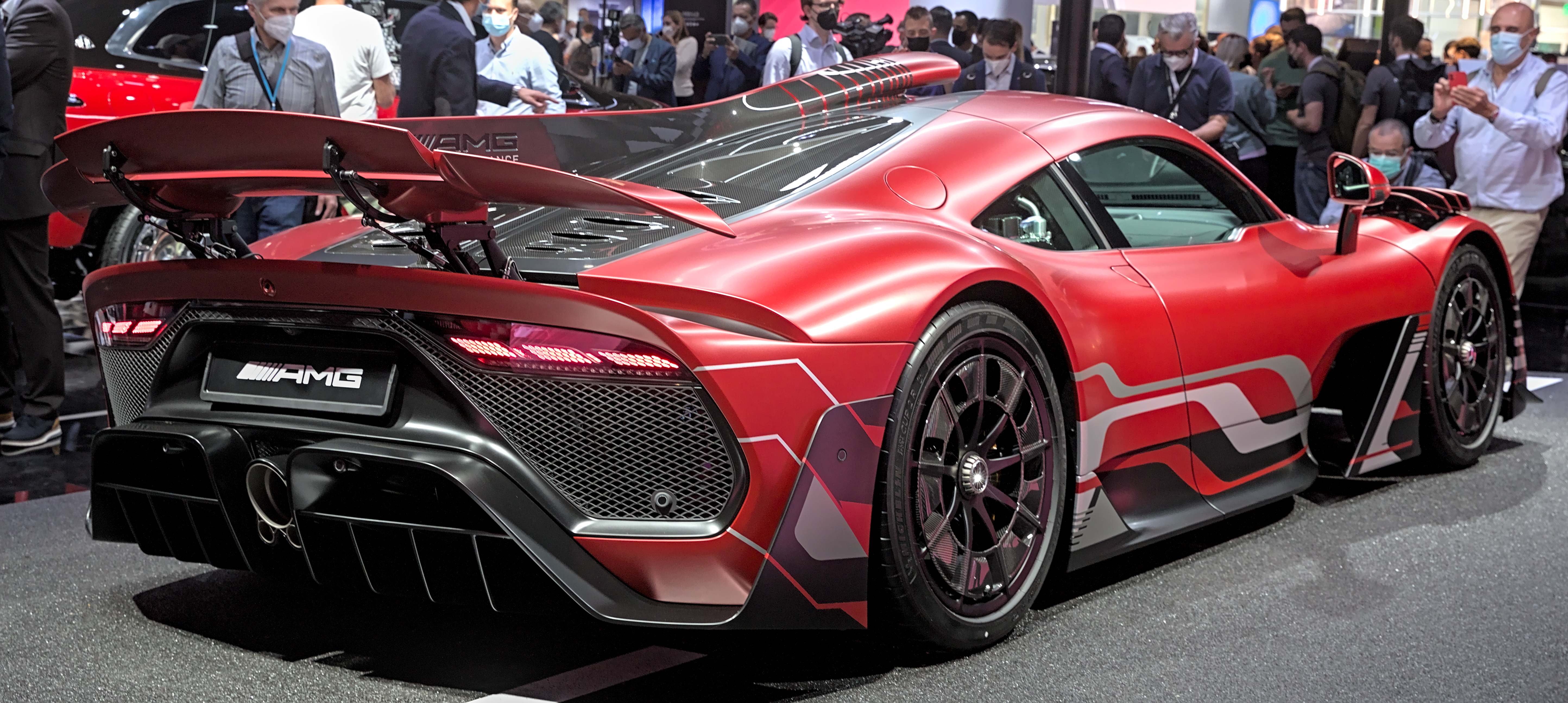
Heck des One, IAA 2021

Der Mercedes-AMG One (Eigenschreibweise: Mercedes-AMG ONE; interne Bezeichnung: C 298) ist ein von Mercedes-AMG entwickelter, zweisitziger Plug-in-Hybrid-Supersportwagen.  Die Auflage der Kleinserie ist auf 275 Exemplare begrenzt.

## Geschichte
Das Konzeptfahrzeug mit der Benennung Project One wurde am 11. September 2017 auf der Internationalen-Automobil-Ausstellung (IAA) in Frankfurt am Main erstmals öffentlich vorgestellt. Am 30. Dezember 2022 erfolgte die Auslieferung an den ersten Kunden.
In dem Fahrzeug wird die gleiche Antriebseinheit verwendet wie in dem Formel-1-Rennwagen Mercedes F1 W07 Hybrid. Die Auslieferung der ersten Fahrzeuge sollte 2019 beginnen. Aufgrund von Komplikationen bei zulassungsrelevanten Anpassungen des Antriebsstrangs sowie der Software musste die Markteinführung jedoch mehrfach verschoben werden. In den Vereinigten Staaten wird der Supersportwagen nicht angeboten, da das Erfüllen von US-Straßennormen die Leistung und den Fahrcharakter erheblich beeinträchtigen würde.

## Technik

### Karosserie
Der One ist 4,76 m lang, 2,01 m breit und 1,26 m hoch. Sein Radstand beträgt 2,72 m. Die Karosserie besteht aus Kohlenstofffaserverstärktem Kunststoff („Carbon“). Im Race-Modus ist sie vorn um 30, hinten um 37 mm abgesenkt. Verstellbare Öffnungen auf den vorderen Kotflügeln sorgen für Abtrieb. Die Türen sind als Schmetterlingstüren gestaltet.

### Antriebsstrang
Die Antriebseinheit des One stammt aus dem in der Formel-1-Weltmeisterschaft 2016 eingesetzten Rennwagen Mercedes F1 W07 Hybrid. Die Gesamtleistung des 1,6-Liter-V6-Ottomotors und der vier Elektromotoren beträgt 782 kW (1063 PS). Der als Mittelmotor angeordnete V6-Zylinder-Ottomotor von Mercedes AMG HPP hat die Bezeichnung Mercedes-Benz PU106C Hybrid. Mit einem Hubraum von 1,6 Litern leistet er 422 kW (574 PS) bei 9000/min. Der Ladungswechsel erfolgt über 4-Ventil-Zylinderköpfe mit pneumatischen Ventilfedern, die vier Nockenwellen werden über Stirnräder angetrieben. Der Motor ist mit einem elektrisch unterstützten Abgasturbolader und nachgeschaltetem Ladeluftkühler ausgerüstet. Die Schaufelräder des Turboladers und eine 80 kW (109 PS) starke elektrische Maschine sitzen auf derselben Welle im heißen „V“ zwischen den Zylinderköpfen. Dadurch wird ein verzögerungsfreies Ansprechen des Motors erreicht und eine teilweise Rückgewinnung von nicht genutzter thermischer Energie möglich. Ein 120 kW (163 PS) starker Elektromotor wirkt über Zahnräder auf die Kurbelwelle des Verbrennungsmotors und erzeugt im Schleppbetrieb Strom zum Laden der Antriebsbatterien. Die Verbrennungsluft wird über ein Saugluftgehäuse mit einer am Fahrzeugdach positionierten Lufthutze zugeführt. Die Kraftabgabe an die aktiv gelenkten Hinterräder erfolgt über ein neu entwickeltes, automatisiertes Schaltgetriebe mit sieben Vorwärtsgängen. Zwei Elektromotoren mit je 120 kW (163 PS) treiben die Vorderräder an. Durch sie ist eine aktive Drehmomentverteilung und der rein elektrische Antrieb über eine Strecke von rund 18 Kilometern möglich. Für die Verwendung von handelsüblichem Super-Plus-Kraftstoff ist die Maximaldrehzahl des Ottomotors auf 11.000/min begrenzt, sein Revisionsintervall beträgt 50.000 km (im Mercedes F1 W07 Hybrid: 14.000/min bzw. 4000 km). Die Kosten für die Revision des Fahrzeugs können nach Herstellerangaben bis zu 850.000 Euro betragen.

## Technische Daten
| Modell                         | One                                   |
| ------------------------------ | ------------------------------------- |
| Motorbauart/Zylinder           | V6 Hybrid                             |
| Hubraum                        | 1599 cm³                              |
| Motoraufladung                 | Abgasturbolader                       |
| Bohrung × Hub                  | 80,0 × 53,03 mm                       |
| Leistung (Ottomotor) bei min−1 | 422 kW (574 PS) bei 9000              |
| Literleistung                  | 359 PS/l                              |
| Leistung (Elektromotoren)      | 450 kW (611 PS)                       |
| Systemleistung                 | 782 kW (1063 PS)                      |
| Höchstgeschwindigkeit          | 352 km/h (abgeregelt)                 |
| Beschleunigung (0–100 km/h)    | 2,9 Sekunden                          |
| Beschleunigung (0–200 km/h)    | 7,0 Sekunden                          |
| Beschleunigung (0–300 km/h)    | 15,6 Sekunden                         |
| Getriebe                       | Automatisiertes 7-Gang-Schaltgetriebe |
| Verbrauch (WLTP)               | 8,7 l/100 km                          |
| Kohlenstoffdioxid-Emissionen   | 198 g/km                              |
| Elektrische Reichweite (WLTP)  | 18,1 km                               |
| Grundpreis                     | 2,75 Millionen Euro ohne MwSt.        |

Mercedes-AMG Project ONE auf der IAA 2017
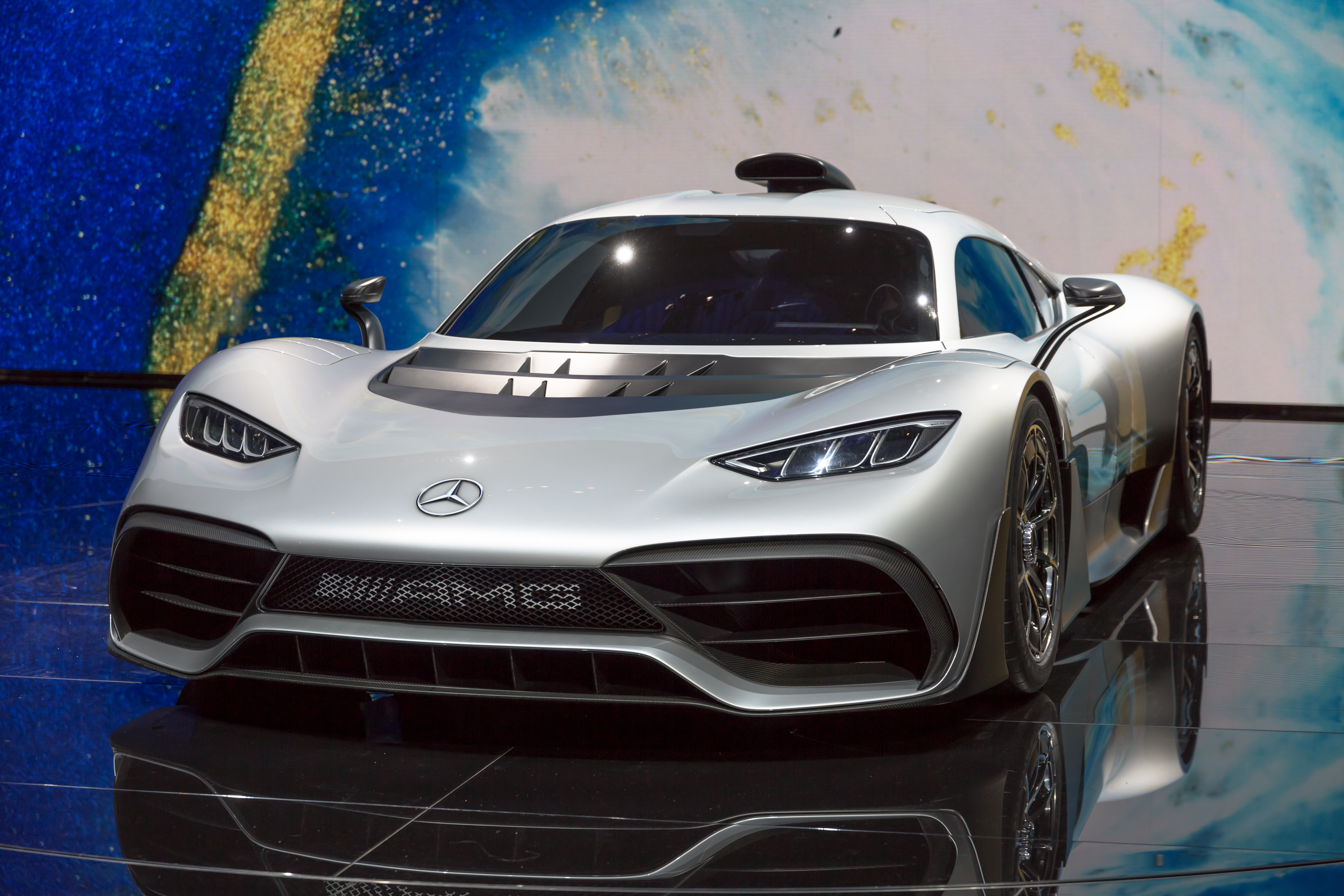
Frontansicht
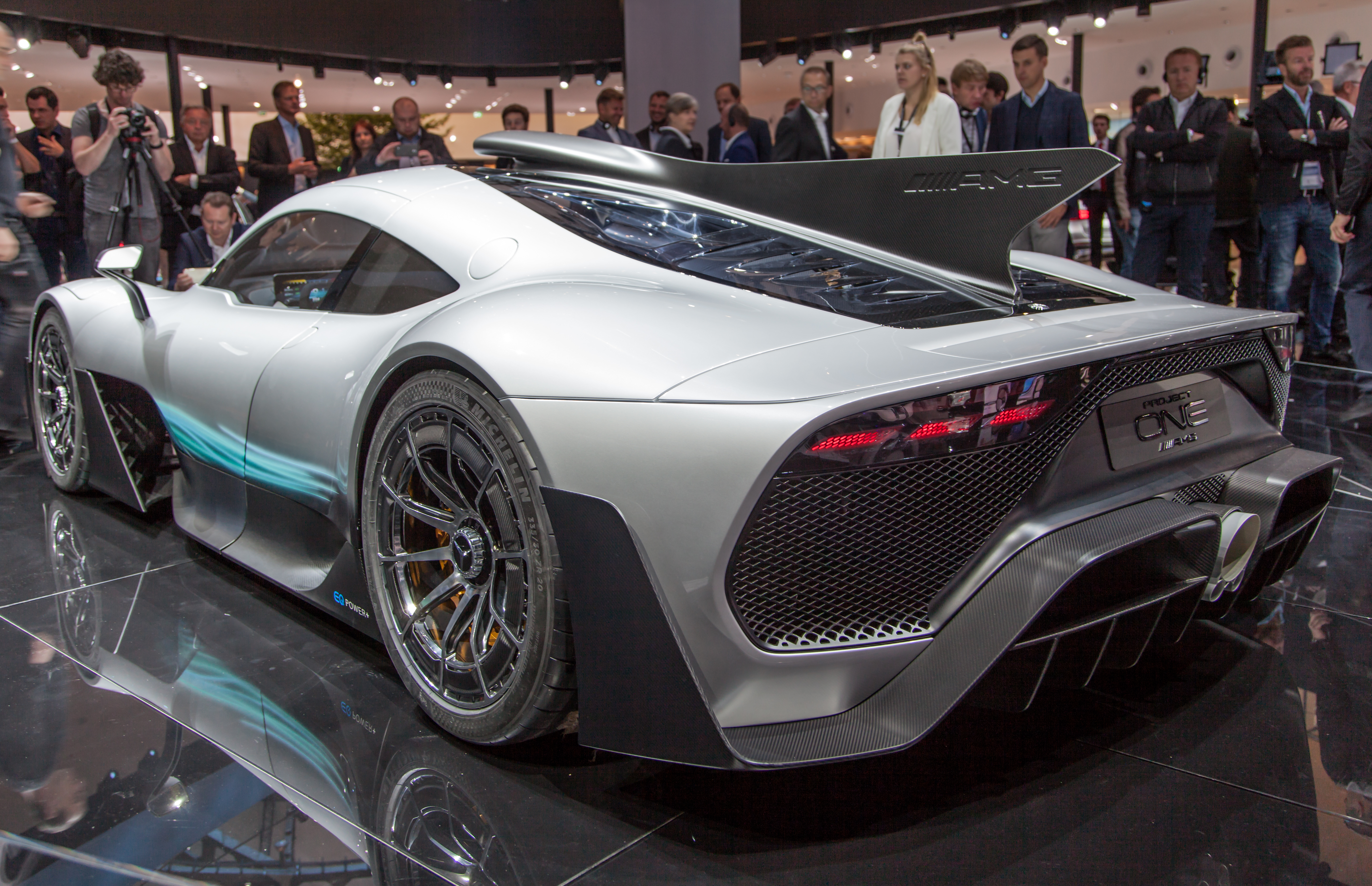
Heckansicht
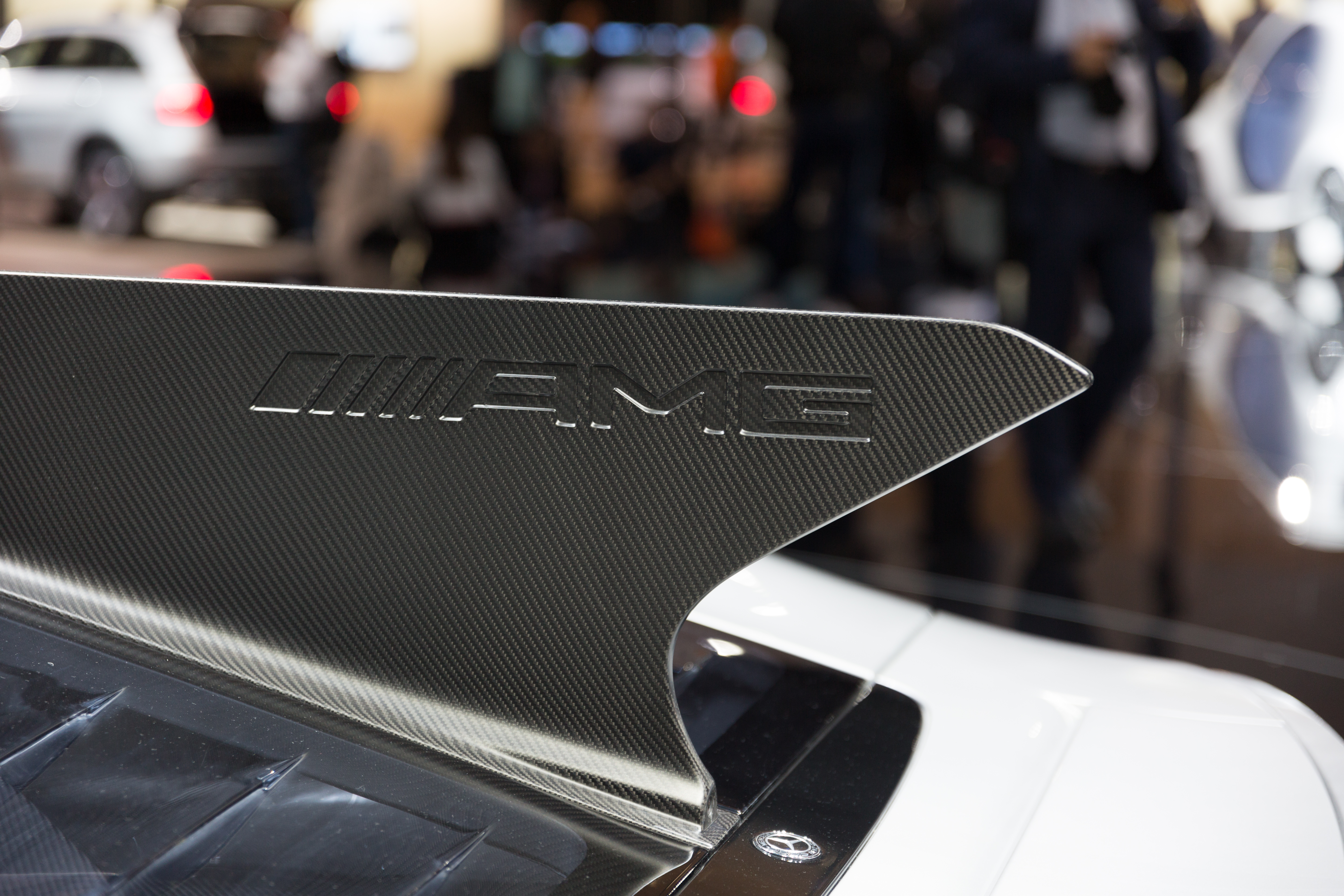
Heckfinne
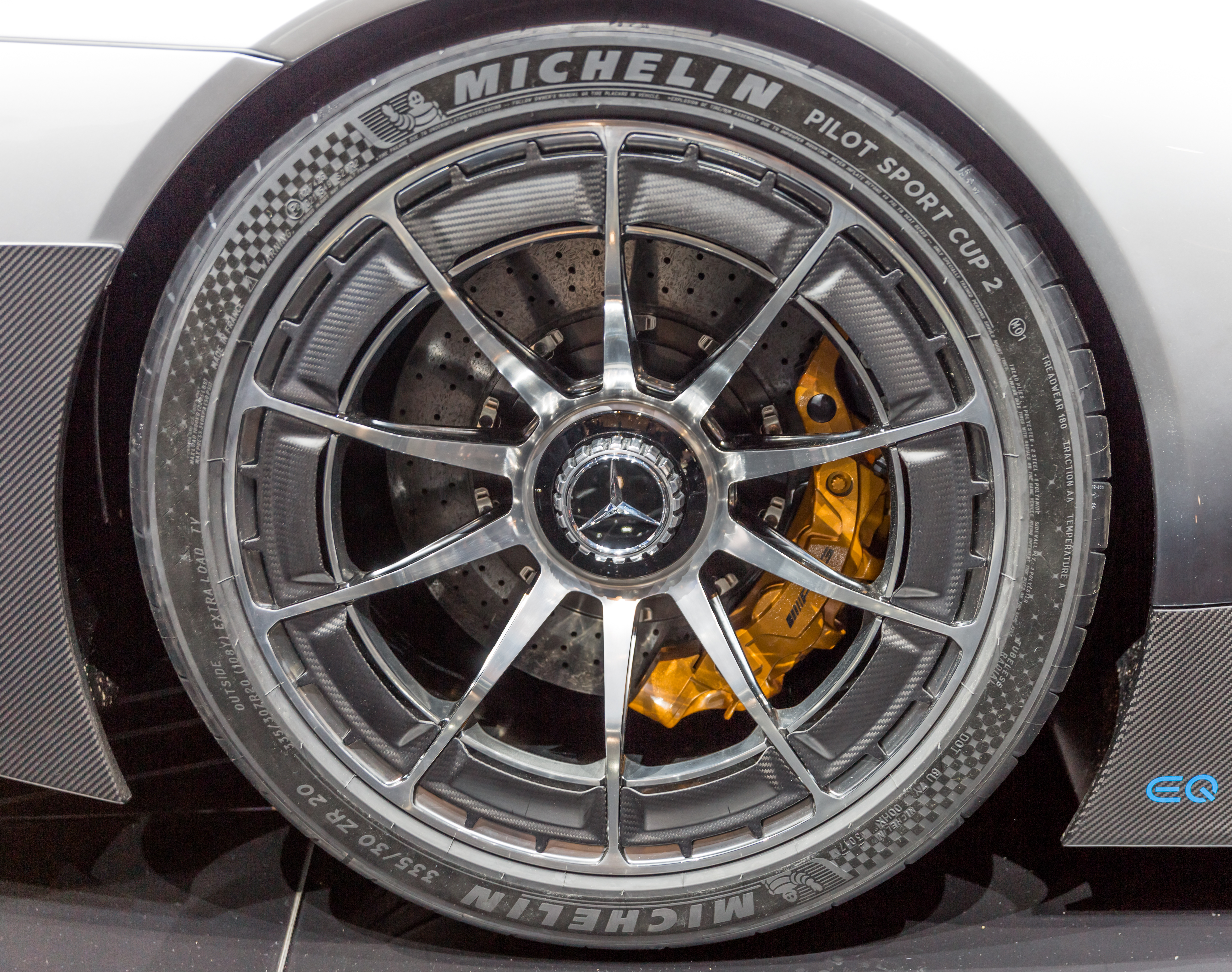
Hinterrad mit Carbon-Einsätzen
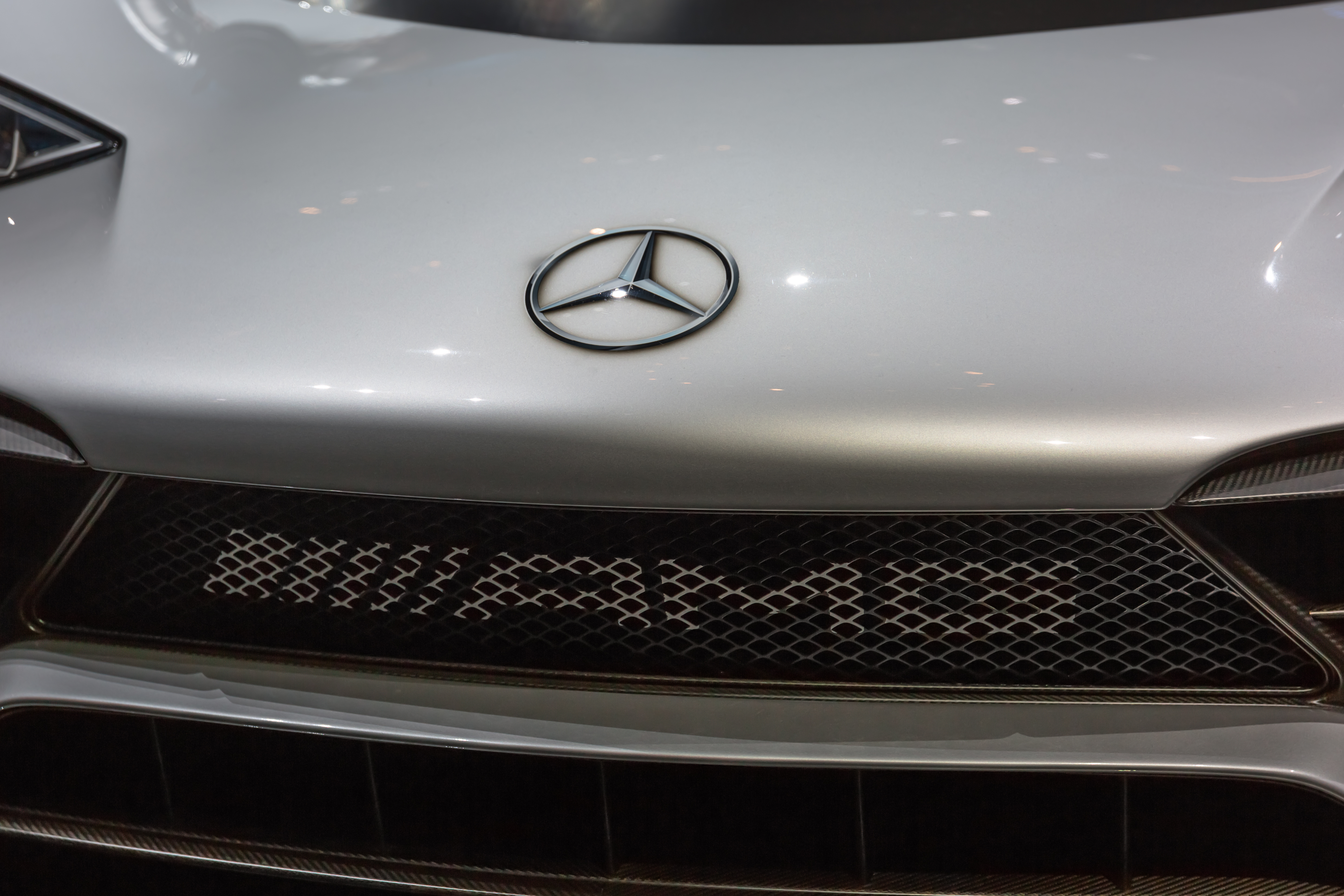
Kühlergrill und aufgemalter Mercedes-Stern

## Sonstiges
Am 28. Oktober 2022 umrundete ein von Maro Engel gelenkter AMG One die Nordschleife des Nürburgrings in 6:35,183 Minuten. Er löste damit einen Porsche 991 GT2 RS mit Manthey-Performance-Kit als schnellstes Serienfahrzeug auf der Rennstrecke ab. Am 23. September 2024 wurde der Rekord auf 6:29,090 Minuten verbessert.